# 倪震
倪震（英語：Joe Nieh；1964年4月26日—），祖籍浙江省寧波市鎮海縣，成長於香港，香港作家，前香港電台、商業電台節目主持人，《Yes!》雜誌創辦人之一。現今是商人。倪震是香港科幻小說寫作者倪匡的兒子。

## 學歷
曾就讀高主教小學、番禺會所華仁小學（1976年畢業）、香港華仁書院（1981年中五畢業）、蘇浙公學（1983年預科畢業），後赴美國佛羅里達州立大學修讀學士學位課程，並主修心理學。

## 事業
1986年，倪震加入黃霑與林燕妮的「黃與林廣告公司」任撰稿員，後來簽約為藝人，參與電影有《奇蹟》、《義膽群英》、《虎膽女兒紅》、《妖魔道》，《五個寂寞的心》等。
1989年，倪震與邵國華、梁繼璋主持電台節目《三個寂寞的心》，探討愛情問題，深受歡迎，其後又主持商業二台節目《無字頭八九十》，其後與邵國華創辦《Yes!》。
1995年，倪震離開《Yes!》，將股份售予其餘兩名大股東黃仁傑及冼家華，當時他的女朋友周慧敏也成為股東，佔公司25%股份。1997年倪震在邵國華簽署授權書後，把他和周慧敏全部股份出售全數套現，年底周慧敏宣布退出娛樂圈後，和周慧敏一同移居溫哥華，33歲盛年進入退休生活，2003年返港。
2003年，倪震復出，先後與張燊悅和谷祖琳主持香港商業二台《絕情谷》節目，探討愛情問題，在有關兩性關係的問題上作風開放深入，節目到2005年9月30日為止。
2005年12月28日開始為《新假期》雜誌撰寫《倪震有話說》專欄。
2006年9月，倪震為亞洲電視主持50集節目《詩遊記》，內容以現代的語言介紹不同年代的中國詩人及詞人。
2007年香港立法會港島選區補選，他在專欄中表態支持獨立建制派候選人葉劉淑儀，這明顯和他父親倪匡的政治取態有所不同。
2008年，辭退所有寫作及主持工作，專心營商。

## 出版品

### 著作
| 年份   | 書籍名稱               | 出版社           | ISBN               |
| ------ | ---------------------- | ---------------- | ------------------ |
| 1992年 | 捉鬼帥哥               | 皇冠出版         | ISBN 9789573307273 |
| 1999年 | 捉鬼帥哥2-不按牌理捉鬼 | 皇冠出版         | ISBN 4718021008290 |
| 1990年 | 倪震朋友               | 创建出版集团公司 | ISBN 9789624200379 |
|        | 倪震的心               |                  |                    |
| 2006年 | 絕頂愛情               | 天地圖書         | ISBN 9789882111837 |
| 2006年 | 大膽愛情               | 天地圖書         | ISBN 9789882115538 |
|        | 魔法男                 |                  |                    |
| 1993年 | 天外桃源               | 皇冠文化         | ISBN 9789573309864 |
| 2008年 | 倪震有話說             | 经要文化         | ISBN 9789888005062 |

## 演出作品

### 電影
| 年份   | 片名         | 飾演 |
| ------ | ------------ | ---- |
| 1989年 | 義膽群英     |      |
| 1989年 | 奇蹟         |      |
| 1990年 | 虎膽女兒紅   |      |
| 1991年 | 妖魔道       |      |
| 1992年 | 五個寂寞的心 |      |

### 電視節目
- 摩登時代
- 周末任你點 (1990年代)
- 勁歌金曲 (1991-1992年)
- 詩遊記 (2006年)

## 感情生活
倪震曾先後與香港女藝人李嘉欣、周慧敏、陳法蓉相戀。其中與周慧敏的感情維持至今，期間被傳媒發現出軌港漂女城大學生張茆，曾一度與周分手，其後又戲劇式般獲其原諒並宣佈結婚，兩人於2009年1月5日在香港註冊為合法夫妻，婚後至今感情穩定。
倪震與周慧敏婚後歸信基督教，並於2010年復活節期間受洗。

## 外部連結
- 倪震在互联网电影资料库（IMDb）上的資料（英文）
- 倪震在香港影庫上的簡介
- 倪震在时光网上的簡介（简体中文）
- 倪震 （页面存档备份，存于）在豆瓣讀書的頁面